# Papicha
Pour plus de détails, voir Fiche technique et Distribution.
Papicha est un film réalisé par Mounia Meddour, coproduit par l'Algérie, la France, la Belgique et le Qatar, sorti en 2019. Il est distingué notamment par le César du meilleur premier film 2020, de même que son premier rôle féminin vaut à l'actrice Lyna Khoudri le César du meilleur espoir féminin.
En arabe algérien, « papicha » est un mot désignant une jeune fille coquette et extravertie.

## Synopsis
Au sein d'un groupe de jeunes femmes, étudiantes à Alger, durant la décennie noire, Nedjma (personnage interprété par Lyna Khoudri), étudiante en français, rêve de devenir styliste de mode. Elle se faufile régulièrement avec son amie Wassila hors de sa résidence universitaire pour aller en boîte de nuit et en profite pour vendre ses créations à d'autres jeunes filles. Mais elle est en butte à la violence de la guerre civile et aux pressions de plus en plus fortes pour qu'elle se conforme aux normes morales et vestimentaires dictées par les islamistes. Sa sœur Linda est assassinée. Elle refuse de se soumettre et décide d’organiser un défilé de mode au sein de sa résidence universitaire, et de dessiner les modèles sur le thème du haïk, la grande pièce rectangulaire qui fait le vêtement traditionnel aux femmes algériennes. En butte à de nombreux obstacles, dont la destruction de sa collection par des extrémistes islamistes, elle et ses amies décident d'organiser le défilé coûte que coûte. Il sera interrompu par des hommes armés de mitraillettes, et Nedjma n'échappera à la mort que de justesse,,,.

## Fiche technique
Sauf indication contraire, les informations mentionnées dans cette section peuvent être confirmées par les bases de données cinématographiques IMDb et Allociné,  présentes dans la section « Liens externes ».
- Titre : Papicha
- Réalisation : Mounia Meddour
- Scénario et dialogues : Mounia Meddour et Fadette Drouard
- Musique : Robin Coudert
- Photographie : Léo Lefèvre
- Décors : Chloé Chambournac
- Montage : Damien Keyeux
- Son : Guilhem Donzel
- Production : Xavier Gens, Gregoire Gensollen, Mounia Meddour
- Pays de production :  France -  Algérie -  Belgique -  Qatar
- Langues originales : arabe et français
- Genre : drame
- Durée : 105 minutes
- Dates de sortie :
  - France : 17 mai 2019 (festival de Cannes) ; 9 octobre 2019 (sortie nationale)
  - Suisse : 16 octobre 2019 (Suisse romande) ; 7 mai 2020 (Suisse alémanique)
  - Québec : 31 janvier 2020
  - Algérie : initialement prévue pour le 21 septembre 2019 puis interdit[7].

## Distribution
Sauf indication contraire, les informations mentionnées dans cette section peuvent être confirmées par les bases de données cinématographiques IMDb et Allociné,  présentes dans la section « Liens externes ».
- Lyna Khoudri (VF : elle-même) : Nedjma, dite « Papicha »
- Shirine Boutella (VF : elle-même) : Wassila
- Amira Hilda Douaouda (VF : Joséphine Ropion) : Samira
- Yasin Houicha (VF : Jhos Lican) : Mehdi
- Zahra Doumandji (VF : elle-même) : Kahina
- Nadia Kaci (VF : Sandy Boizard) : Madame Kamissi
- Meryem Medjkane (VF : Claire Baudouin) : Linda
- Marwan Zeghbib (VF : Taric Mehani) : Karim
- Aida Ghechoud (VF : Colette Marie) : Saliha
- Samir El Hakim (VF : Jean-Marc Charrier) : Mokhtar
- Khaled Benaissa (VF : Loïc Guingand) : Abdellah
- Amine Mentseur (VF : Anatole de Bodinat) : Slimane
- Lina Boudraa (VF : Vanessa Van Geneugden) : Amel
- Malek Ghellamat (VF : Déborah Claude) : Sofia
- Abderrahmane Boudia (VF : Laurent Claret) : le professeur
- Version entièrement française réalisée aux studios Gomedia. Direction artistique et adaptation : Claire Baudoin.

## Accueil critique
Siegfried Forster, pour RFI, qualifie le film de « chef-d’œuvre » appréciant l'énergie et la conviction des actrices comme l'enthousiasme du récit mis en scène par Mounia Meddour. Pour la RTBF, Papicha est « plein d’une énergie fougueuse et contagieuse, malgré les thèmes sombres qui le traversent ». Les aspirations de cette styliste rejoignent un thème intemporel et toujours d’actualité : « le contrôle du corps des femmes, et ce qu’elles ont le droit — ou non — de porter ».
En Algérie, la sortie de Papicha est annulée, sans une explication de la part des autorités.

## Distinctions
Sauf indication contraire, les informations mentionnées dans cette section peuvent être confirmées par les bases de données cinématographiques IMDb et Allociné,  présentes dans la section « Liens externes ».

### Récompenses
- Festival du film d'El Gouna 2019 : Meilleur film arabe
- Festival du cinéma international en Abitibi-Témiscamingue 2019 : Prix Médiafilm-Robert-Claude Bérubé
- Festival du film francophone d'Angoulême 2019 : Valois du public, Valois du meilleur scénario et Valois de la meilleure actrice pour Lyna Khoudri
- César 2020 : 
  - Meilleur premier film
  - Meilleur espoir féminin pour Lyna Khoudri
- Prix Alice Guy 2020[10]

### Sélections
- Festival de Cannes 2019 : sélection Un certain regard, en compétition pour la Caméra d'or
- Festival du film de Philadelphie 2019 : en compétition pour le meilleur premier film
- Festival international du film de Valladolid 2019 : sélection
- Festival International War on Screen 2019 : Prix de la mise en scène et Prix du Jury étudiant